# H. R. Haldeman
Pour les articles homonymes, voir Haldeman.
Harry Robbins « Bob » Haldeman (Los Angeles, 27 octobre 1926 – Santa Barbara, 12 novembre 1993) est un homme d'affaires et conseiller politique américain. Chef de cabinet de la Maison-Blanche (White House Chief of Staff) sous le président Richard Nixon, il est impliqué dans le scandale du Watergate ce qui conduit à sa démission. Il est, plus tard, condamné à la prison par les tribunaux américains pour obstruction à la justice, parjure et conspiration.

## De Los Angeles à la Maison-Blanche
Harry Robbins « Bob » Haldeman est né le 27 octobre 1926 à Los Angeles, où il grandit dans un quartier aisé de Beverly Hills. Il est le fils de Harry Francis Haldeman, un homme d'affaires ayant investi d'abord dans le secteur de la plomberie puis dans celui de l'air climatisé. Son grand-père, Harry Marston Haldeman, est le cofondateur de la Better American Federation of California, une des premières organisations américaines anticommunistes. Les deux grands-pères de Bob Haldeman ont également en commun d'être tous deux des petits hommes d'affaires ayant vécu d'abord dans l'Indiana puis en Californie. De même les deux aïeuls sont des républicains de tendance isolationniste.
Haldeman étudie à l'université de Redlands puis à l'université de Californie du Sud avant de servir durant la Seconde Guerre mondiale dans la United States Naval Reserve. Il rentre finalement à l'université de Californie à Los Angeles dont il sort diplômé en 1948. C'est également à l'université qu'il rencontre John Ehrlichman qui devient, lui aussi, un proche conseiller du président Nixon. Il commence sa carrière dans la publicité dans une agence de la côte Ouest dont il gravit rapidement les échelons. C'est d'ailleurs durant son passage dans le secteur de la publicité qu'Haldeman embauche deux personnalités qui serviront aussi à la Maison-Blanche : Ron Ziegler et Dwight Chapin.
C'est en 1947 qu'Haldeman commence à admirer Nixon, qui mène alors les investigations au sein de la House Un-American Activities Committee contre Alger Hiss, haut fonctionnaire du département d’État. Mais ce n'est qu'en 1956 qu'Haldeman travaille pour la première fois avec Richard Nixon pour sa campagne de réélection au poste de vice-président. Quatre ans plus tard, alors que cette fois-ci Nixon vise la présidence des États-Unis, ses équipes impressionnées par son action lors de la campagne précédente le réengagent pour la campagne de 1960 puis en 1962 pour l’élection au poste de gouverneur de Californie. Mais Nixon n'est élu à la présidence que lors de l'élection de 1968, pour laquelle le rôle d'Haldeman est souligné puisqu'il a contribué à la construction de la nouvelle image du candidat républicain. Il prend notamment conscience que la fatigue a un effet très ébranlant sur Nixon et qu'elle affecte ses prestations, et dans un deuxième temps Haldeman comprend que grâce aux mass Media (notamment la radio et la télévision) la campagne électorale n'est pas obligée de se faire de manière intense dans tous les États.

## Haldeman dans l'administration Nixon
Haldeman est nommé chef de cabinet de la Maison-Blanche le 20 janvier 1969. Plusieurs exemples montrent qu'Haldeman a été très influent et que ses prérogatives dépassent celles habituellement dévolues aux personnes occupant son poste. C'est ainsi que le professeur d'histoire Dan T. Carter rapporte qu'au début des années 1970, Haldeman, avec le soutien de Nixon, verse 40 000 dollars aux adversaires de l'ancien gouverneur de l'Alabama George Wallace, qui tentait de se faire réélire, afin de l'empêcher de remporter les primaires démocrates. Dans le même temps, Dan Carter explique que ce type d'action, pour significative qu'elle soit, n'est pas l'opération la plus marquante du duo Nixon-Haldeman. Un autre chercheur, Robert Ranftel, a obtenu une note d'une conversation dans lequel Haldeman demande à John Edgar Hoover, alors directeur du FBI, de lui donner toutes les informations qu'il aurait pu obtenir sur les homosexuels « connus ou présumés » de la presse de Washington.
Haldeman, qui s'est d'ailleurs surnommé lui-même le « fils de pute du président », est aussi connu pour contrôler si rigoureusement l'accès au président, qu'il est qualifié de véritable « mur de Berlin » par ses détracteurs. D'ailleurs ce sobriquet désigne régulièrement le « couple » formé par Haldeman et par Ehrlichman, tous deux très proches du président et idéologiquement semblables (les deux sont conservateurs et appartiennent à la science chrétienne). Comme l'explique le journaliste Godfrey Hodgson, Haldeman « était littéralement le gardien » de la porte du Bureau ovale : même les secrétaires du Cabinet ne pouvaient obtenir une entrevue avec Nixon sans l'approbation du chef de cabinet, comme John Newton Mitchell, le procureur général, en fait l’amère expérience.
Durant son passage dans l'administration Nixon, Haldeman s'est également forgé une image d'homme glacial et rigoureux. Le journaliste Richard Severo évoque ainsi la ressemblance du chef de cabinet de la Maison-Blanche avec un sergent instructeur des Marines. Tandis que d'autres commentateurs ont raconté qu'il avait « un regard qui aurait glacé Méduse » et l'allure d'un « garde prussien ». Bien qu'il ait lui-même reconnu pouvoir être brusque, Haldeman a tout de même expliqué que c'était la presse qui lui avait accolé une image de « monstre ».

### Rôle et implication dans le scandale du Watergate
Pour un article plus général, voir Scandale du Watergate.

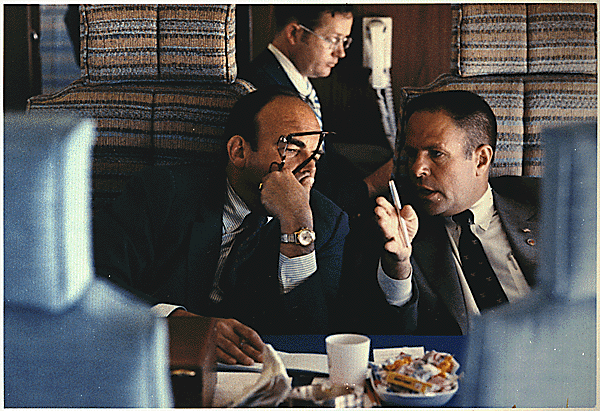
Haldeman et Ehrlichman en pleine discussion à bord d'Air Force One en 1973. Les deux influents conseillers ont démissionné le même jour avant d'être jugés et emprisonnés.

Haldeman est souvent présenté comme une des chevilles ouvrières de la politique de surveillance menée par Nixon, tout particulièrement dans le cas du scandale du Watergate. Après que la Cour suprême ait forcé le président à livrer les cassettes sur lesquelles sont enregistrées les conversations tenues entre le président et ses conseillers, la justice découvre un échange crucial entre Nixon et Haldeman où ils évoquent la possibilité de recourir à l'aide de la CIA pour contraindre le FBI à restreindre ou arrêter ses investigations. On a aussi découvert que le chef de cabinet contrôle une « caisse noire », constituée pour payer certains des « plombiers » impliqués dans le scandale du Watergate. Haldeman est donc contraint à la démission le 30 avril 1973 en même temps que d'autres membres de la Maison-Blanche comme son acolyte Ehrlichman.
Cependant Haldeman affirme qu'il n'a pas tenu le rôle majeur qu'on voulait lui prêter dans le cambriolage du Watergate. Ce dernier accuse plutôt John Ehrlichman ou Charles W. Colson, qui auraient selon lui « encouragé les élans sombres de l'esprit de Nixon ». Dans le même ordre d'idées, Haldeman explique qu'il n'a pas vu l’intérêt de placer sur écoute le parti démocrate.

## Après le Watergate
Deux ans après sa démission, Haldeman est condamné pour conspiration, obstruction à la justice et parjure pour avoir voulu couvrir l'action de Nixon et de son administration impliqués dans le scandale du Watergate. Sa peine initiale, entre deux ans et demi et huit ans d'emprisonnement, est réduite à 18 mois qu'il passe à Lompoc dans une prison fédérale de sécurité minimale. L'année de libération, en 1978, Haldeman coécrit avec Joseph Di Mona un livre : The Ends of Power dans lequel il explique paradoxalement que s'il continue à respecter Nixon pour sa stature d'homme d’État le président n'en a pas moins initié le casse du Watergate et sa couverture par l'administration. Cependant, il ne s'exonère pas non plus totalement, expliquant qu'il était, selon lui, responsable tout du moins de l’atmosphère délétère qui sévissait à la Maison-Blanche au moment du Watergate, une ambiance qui aurait encouragé les collaborateurs du président à prendre de mauvaises décisions.
Après sa sortie de prison en décembre 1978, Haldeman reprend une carrière d'homme d'affaires, passant de promoteur immobilier à investisseur dans la restauration et l’hôtellerie. Il meurt le 12 novembre 1993 à Santa Barbara en Californie d'un cancer, six mois avant la sortie de The Haldeman Diaries: Inside the Nixon White House. À la suite de son décès, Nixon a déclaré qu'Haldeman est un homme « d'une rare intelligence, force, intégrité et courage ».

## Vie privée
Haldeman a quatre enfants avec sa femme Joanne Norton : Hank, Peter, Susan et Ann. Il est aussi un adhérent de la science chrétienne.